# The Mighty – Gemeinsam sind sie stark
The Mighty – Gemeinsam sind sie stark (Originaltitel: The Mighty) ist eine Romanverfilmung von 1998. Regie führte Peter Chelsom in dem Film über zwei jugendliche Außenseiter, denen sich die Welt durch ihre Freundschaft neu erschließt und die die Kraft gewinnen, ihr Leben zu bewältigen.

## Handlung
Max lebt von seiner Umgebung isoliert. Für sein Alter sehr groß gewachsen, ohne Freunde und unwillig, welche zu finden, gilt er als zurückgeblieben. Dabei ist nicht gerade hilfreich, dass sein Vater wegen Mordes an seiner Mutter im Gefängnis sitzt und der Junge bei den Eltern der Mutter aufwächst. Selbst seine Großeltern sind nicht von Max’ Charakter oder Fähigkeiten überzeugt.
Dann zieht in das Haus nebenan der gleichaltrige behinderte Kevin ein, ein kleines Genie, dessen Körper nicht mehr wächst und der sich selbst als „Freak“ bezeichnet. Er reißt Max mit in seine Welt aus Sagen und Legenden um König Arthur. In ihr bilden beide eine Einheit, das leitende Gehirn und der ausführende Körper, die ihnen auch in den Auseinandersetzungen mit den Gangs der Umgebung hilft. Die beiden sind nun zusammen als „Freak der Starke“ unterwegs, indem Kevin sich auf Max’ Schultern setzt. Mit Kevin als Kopf und Max als Körper wollen sie Unrecht, das ihnen begegnet, bekämpfen.
Als sie einer bestohlenen Frau helfen wollen, stellt sich diese als Bekannte von Max’ Vater heraus. Dieser wird währenddessen aus dem Gefängnis entlassen und entführt Max. Kevin eilt zur Rettung und gemeinsam können sie den gewalttätigen Vater in die Flucht schlagen. Max findet endlich die Anerkennung seiner Großeltern.
Die beiden werden als Helden gefeiert, doch in der darauffolgenden Nacht stirbt Kevin. Er hatte Max vorher noch erzählt, dass Wissenschaftler einen Hitech-Körper für ihn entwickeln würden und ihn damit heilen könnten. Dies war aber nur eine erfundene Geschichte von Freak, denn das angebliche Forschungszentrum stellt sich als Wäscherei heraus. Max ist am Boden zerstört, seinen besten Freund verloren zu haben.
Darauf beginnt Max, ihre Abenteuer in einem Buch niederzuschreiben, das Kevin ihm zuvor geschenkt hatte.

## Bemerkungen
Der Film beruht auf Rodman Philbricks erfolgreichem Jugendroman Freak. Dessen Fortsetzung erhielt bislang noch keine Verfilmung.

## Auszeichnungen
Der Film erhielt 1999 eine Golden-Globe-Nominierung für Sharon Stone (als „Freaks“' Mutter) in der Kategorie „Beste Nebendarstellerin“ sowie eine für Sting und Trevor Jones für den Song „The Mighty“.
Sting gewann 1998 für seinen Song den Las Vegas Film Critics Society Award. Kieran Culkin und der Film als „Bestes Familiendrama“ wurden 1999 für den Young Artist Award nominiert.
Peter Chelsom gewann 1998 zwei Preise des italienischen Giffoni Film Festivals.
Die Deutsche Film- und Medienbewertung FBW in Wiesbaden verlieh dem Film das Prädikat „wertvoll“.